# Mound Station
Mound Station (auch Timewell genannt) ist ein Village im Brown County im Westen des US-amerikanischen Bundesstaates Illinois. Das U.S. Census Bureau hat bei der Volkszählung 2020 eine Einwohnerzahl von 117 ermittelt.

## Geschichtliches
Die Poststation Mound Station wurde 1860 gegründet. Die im Umfeld der Station entstandene Siedlung wurde im Jahre 1901 zur Gemeinde (Village) erhoben. 1903 wurde der Name der Poststation in Timewell geändert. Dieser Name verdrängte im örtlichen Sprachgebrauch auch zunehmend den Namen des Ortes, der jedoch nie offiziell geändert worden war. Deshalb wird auch der nicht gebräuchliche Name Mounds Station von den zuständigen Behörden weiter verwendet.

## Geografie
Mound Station liegt auf 40°00'27" nördlicher Breite und 90°52'32" westlicher Länge. Die Stadt erstreckt sich über eine Fläche von 1,3 km², die ausschließlich aus Landfläche besteht.
Mound Station liegt 55 km östlich des Mississippi River, der die Grenze nach Missouri bildet.
Den Südrand des Ortes bildet der in Ost-West-Richtung verlaufende U.S. Highway 24 auf seinem Weg von Quincy nach Peoria.
Illinois’ Hauptstadt Springfield liegt 116 km in ostsüdöstlicher Richtung, Chicago 407 km im Nordosten, die Quad Cities 204 km im Norden, Kansas City 401 km in westsüdwestlicher Richtung, Missouris Hauptstadt Jefferson City 250 km im Südwesten und St. Louis 203 km im Süden.

## Demografische Daten
Bei der Volkszählung im Jahre 2000 wurde eine Einwohnerzahl von 127 ermittelt. Diese verteilten sich auf 50 Haushalte in 36 Familien. Die Bevölkerungsdichte lag bei 94,3/km². Es gab 64 Gebäude, was einer Bebauungsdichte von 47,5/km² entsprach.
Die Bevölkerung bestand im Jahre 2000 aus 99,21 % Weißen und 0,79 % Mischlingen.
28,3 % waren unter 18 Jahren, 5,5 % zwischen 18 und 24, 26,8 % von 25 bis 44, 20,5 % von 45 bis 64 und 18,9 % 65 und älter. Das durchschnittliche Alter lag bei 39 Jahren. Auf 100 Frauen kamen statistisch 89,6 Männer, bei den über 18-Jährigen 97,8.
Das durchschnittliche Einkommen pro Haushalt betrug $46.250, das durchschnittliche Familieneinkommen $52.813. Das Einkommen der Männer lag durchschnittlich bei $25.694, das der Frauen bei $17.000. Das Pro-Kopf-Einkommen belief sich auf $17.413. Rund 7,3 % der Familien und 7,8 % der Gesamtbevölkerung lagen mit ihrem Einkommen unter der Armutsgrenze.